# 馬多姆格勒斯山
46°22′00″N 8°49′52″E / 46.36667°N 8.83111°E

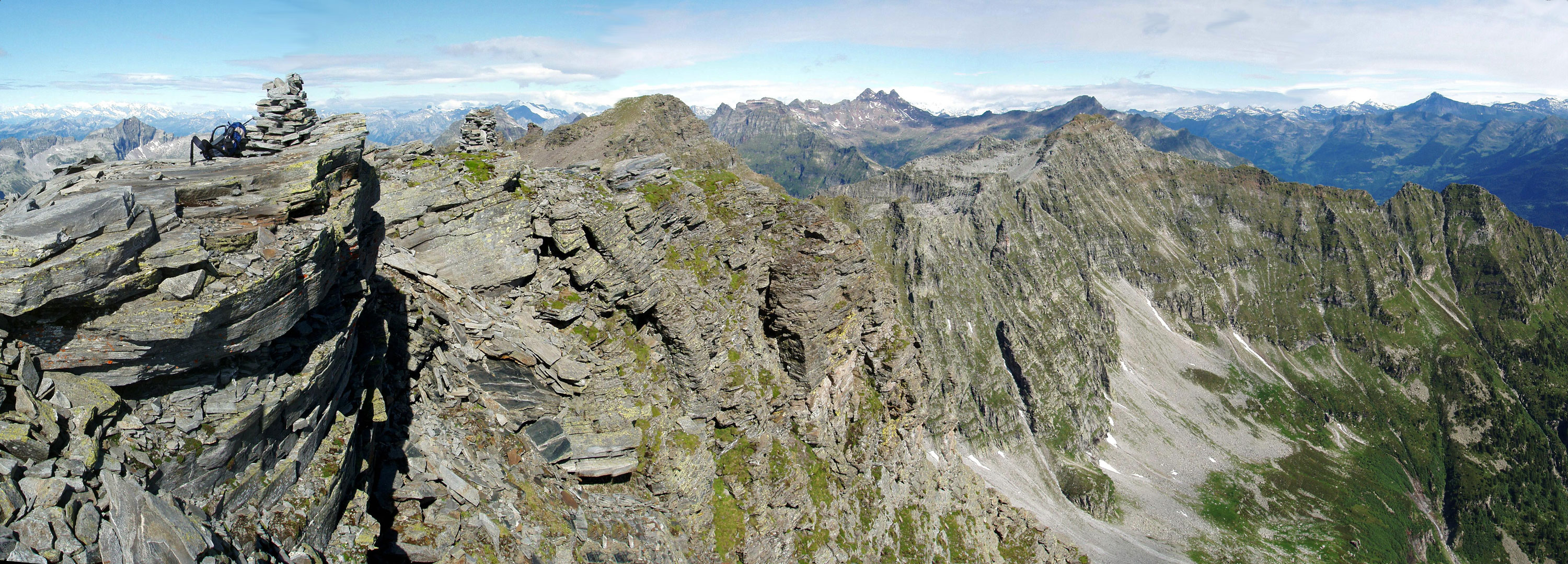

馬多姆格勒斯山（Madone Grosso），是瑞士的山峰，位於該國南部，由提契諾州負責管轄，屬於勒蓬廷山的一部分，處於伯爾尼東南面120公里，海拔高度2,741米，每年平均降雨量2,204毫米。